# 大塚真一郎
大塚 真一郎（おおつか しんいちろう）は、熊本県出身のイラストレーターである。別名義は「ドッター」である。ゲームのキャラクターデザインや、ライトノベルの挿絵などを担当している。ライトノベルの挿絵の名義はGASHINとなっている。
元株式会社コンパイル所属のグラフィッカーである。

## 来歴
幼少期の頃から絵を描くことが好きだったが小学生の頃になるとゲームを作る関心が強くなった。父が新しいものが好きで当時の家庭にPC-8801があった事からドアドアを遊んだり、自分でプログラムの勉強をした事からプログラマーの志願者になった。
絵は学校の課題ぐらいで、キャラクターは描けなかったという。

## 人物
人生で初めて書いたイラストは熊本城。家の前に見えていたことから描いたという。
好きなイラストレーターは山のように沢山いるがこの中から黒星紅白と高橋留美子が挙げられる。黒星は現在の絵柄の絵を描く原点として語られ、高橋はキャラクターの絵を描く原点として語られてる。
好きなキャラクターは『サモンナイト5』のキャラ全般。具体的なキャラはスピネル。その他は『妖怪ウオッチ』の妖怪全般、『どうぶつの森シリーズ』のしずえ。
好きなゲームは『ゼルダの伝説 時のオカリナ』。当時はセガ派だったが、その完成度に驚かされたと思いながら遊んでいた。その他は『とびだせ どうぶつの森』と『妖怪ウォッチ』。
イラストの仕事を歩まなかったら、建築系の大学を通った経験があったため設計の仕事をしていた。

## 代表作

### 株式会社コンパイル
- Wander Wonder（2000年、キャラクターデザイン）

### その他
ゲームキャラクターデザイン
- サモンナイト クラフトソード物語シリーズ（2003年 - 2005年、キャラクターデザイン）[4][5]
- アンチェインブレイズ レクス（2011年、ヘクトール）
- CONCEPTION 俺の子供を産んでくれ!（2012年、キャラクターデザイン）[6][7]
- CONCEPTIONII 七星の導きとマズルの悪夢（2013年、キャラクターデザイン）[8]
- 放課後ガールズトライブ（2016年 - 2017年、キャラクターデザイン）[9]
- 咲う アルスノトリア（2021年 - 、メインキャラクターデザイン）[10]

アニメキャラクターデザイン
- グランベルム（2019年、キャラクター原案）[11]
- 咲う アルスノトリア すんっ！（2022年、メインキャラクター原案）[12]

小説挿絵
GASHIN名義
- ダーク・バイオレッツシリーズ 第2巻～第7巻（2002年 - 2004年、三上延著/電撃文庫）[13]
- ポストガールシリーズ（2002年 - 2005年、増子二郎著/電撃文庫）[13]
- おとぎ銃士 赤ずきん 第1巻（2005年、霧海正悟著/コナミノベルス）[14][15]※第2巻では吉成篤に変更[16]。

大塚真一郎名義
- サモンナイトX ～Tears Crown～ ふたりの皇子 （2009年、浜崎達也著/JUMP jBOOKS）
- オンライン！（2011年 - 、雨蛙ミドリ著/角川つばさ文庫）[17]
- Re:ゼロから始める異世界生活シリーズ（2014年 - 、長月達平著/MF文庫J）[18]

画集
- Re:ゼロから始める異世界生活 大塚真一郎 Art Works Re:BOX（2017年、KADOKAWA）[19][20]
- Re:ゼロから始める異世界生活 大塚真一郎 Art Works Re:BOX 2nd（2021年、KADOKAWA）[21]

CM
- 日清カレーメシCM「こいつらガールズ」（2019年、キャラクターデザイン）[22]